# Port lotniczy Fagaliʻi
Port lotniczy Fagaliʻi (IATA: FGI, ICAO: NSFI) – międzynarodowy port lotniczy położony w wiosce Fagaliʻi, na wyspie Upolu. Jest czwartym portem lotniczym na Samoa.

## Linie lotnicze
- Polynesian Airlines
- Samoa Air
- South Pacific Island Airways